# Sportivi con il maggior numero di partecipazioni olimpiche

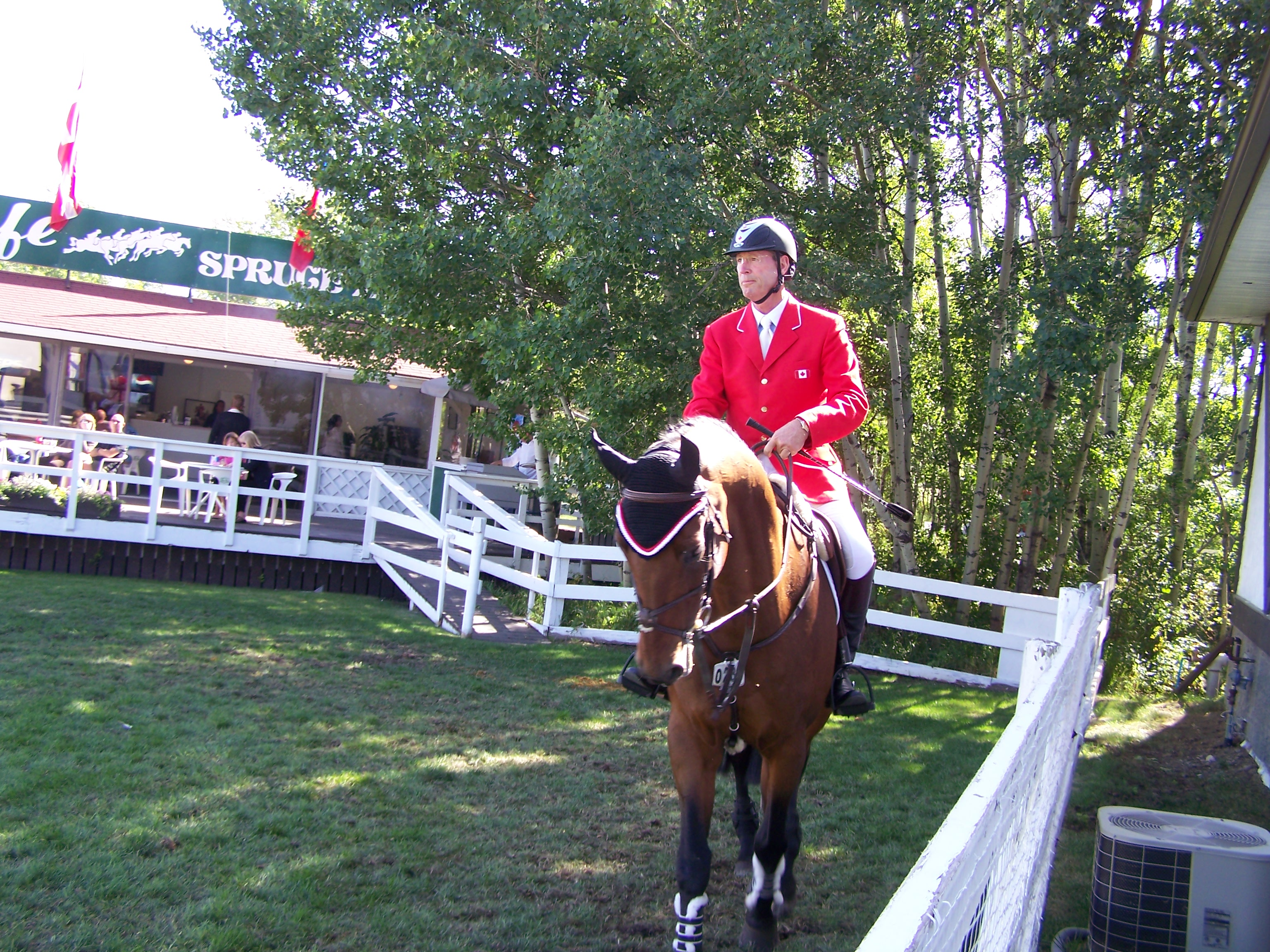
Il canadese Ian Millar in una foto del 2007. A ha partecipato alla sua 10ª Olimpiade, superando l'austriaco Hubert Raudaschl in vetta alla classifica degli sportivi con il maggior numero di partecipazioni olimpiche

Da Atene 1896 a Parigi 2024, 949 atleti (648 uomini e 301 donne) hanno partecipato ad almeno cinque edizioni dei Giochi olimpici e 229 sportivi hanno partecipato ad almeno sei edizioni dei Giochi olimpici. Il record però spetta al canadese Ian Millar che nell'equitazione ha disputato ben dieci olimpiadi, conquistando una medaglia d'argento nel concorso a Pechino 2008, e alla tiratrice a segno georgiana Nino Salukvadze, che detiene il primato al femminile con 10 partecipazioni ai Giochi.
Una buona fetta degli sportivi che hanno avuto una carriera di così lunga durata appartengono a discipline che consentono una maggiore longevità agonistica, quali gli sport equestri, la scherma, il tiro a segno o la vela, ma non mancano certo le eccezioni, come il saltatore con gli sci giapponese Noriaki Kasai, primatista nelle partecipazioni ai Giochi olimpici invernali (8), o la velocista giamaicana, successivamente naturalizzata slovena, Merlene Ottey e lo slittinista russo Al'bert Demčenko, che vantano 7 presenze alle Olimpiadi.
Tra coloro che hanno partecipato ad almeno 6 edizioni sia invernali che estive ci sono: la sportiva giapponese, oggi politica, Seiko Hashimoto, nel pattinaggio di velocità (specialità in cui ha anche conquistato una medaglia di bronzo) e nel ciclismo su pista; la sportiva brasiliana Jaqueline Mourão, nel ciclismo, nello sci di fondo e nel biathlon.

Sono solo 5 gli sportivi che hanno partecipato ad edizioni dei Giochi olimpici in un arco di tempo di 40 anni: oltre al già citato Ian Millar sono: i velisti Durward Knowles delle Bahamas (ma aveva gareggiato anche per la Gran Bretagna) e Paul Elvstrøm della Danimarca che vantano entrambi otto partecipazioni, con sette un altro danese, lo schermidore Ivan Osiier, mentre a quota sei ancora un velista, il norvegese Magnus Konow.

## Classifica
In grassetto gli sportivi in attività che possono migliorare il loro record. Su sfondo rosa le donne.
Sono 229 gli atleti che finora hanno partecipato ad almeno 6 Giochi olimpici, di cui 67 senza medaglie.
| Part. | Sportivo                                | Nazione                                                                      | Anno      | Edizioni                            | Arco tempo (età 1ª/ultima) | Sport                                                | Oro | Argento | Bronzo | Totale |
| ----- | --------------------------------------- | ---------------------------------------------------------------------------- | --------- | ----------------------------------- | -------------------------- | ---------------------------------------------------- | --- | ------- | ------ | ------ |
| 10    | Nino Salukvadze                         | Unione Sovietica (1), Squadra Unificata (1) e Georgia (8)                    | 1969      | 1988/2024                           | 36 anni (19/55)            | Tiro a segno                                         | 1   | 1       | 1      | 3      |
| 10    | Ian Millar                              | Canada                                                                       | 1947      | 1972/1976 e 1984/2012               | 40 anni (25/65)            | Equitazione                                          | 0   | 1       | 0      | 1      |
| 9     | Afanasijs Kuzmins                       | Unione Sovietica (3) e Lettonia (6)                                          | 1947      | 1976/1980 e 1988/2012               | 36 anni (29/65)            | Tiro a segno                                         | 1   | 1       | 0      | 2      |
| 9     | Hubert Raudaschl                        | Austria                                                                      | 1942      | 1964/1996                           | 32 anni (22/54)            | Vela                                                 | 0   | 2       | 0      | 2      |
| 8     | Claudia Pechstein                       | Germania                                                                     | 1972      | 1992/2006, 2014/2022                | 30 anni (19/49)            | Pattinaggio di velocità                              | 5   | 2       | 2      | 9      |
| 8     | Paul Elvstrøm                           | Danimarca                                                                    | 1928-2016 | 1948/1960, 1968/1972 e 1984/1988    | 40 anni (20/60)            | Vela                                                 | 4   | 0       | 0      | 4      |
| 8     | Andrew Hoy                              | Australia                                                                    | 1959      | 1984/2004, 2012, 2020               | 37 anni (25/62)            | Equitazione                                          | 3   | 2       | 1      | 6      |
| 8     | Lesley Thompson                         | Canada                                                                       | 1959      | 1984/2000, 2008/2016                | 32 anni (24/56)            | Canottaggio                                          | 1   | 3       | 1      | 5      |
| 8     | Raimondo D'Inzeo                        | Italia                                                                       | 1925-2013 | 1948/1976                           | 28 anni (23/51)            | Equitazione                                          | 1   | 2       | 3      | 6      |
| 8     | Josefa Idem                             | Germania Ovest (2) e Italia (6)                                              | 1964      | 1984/2012                           | 28 anni (20/48)            | Canoa/kayak                                          | 1   | 2       | 2      | 5      |
| 8     | Oksana Čusovitina                       | Squadra Unificata (1), Germania (2) e Uzbekistan (5)                         | 1975      | 1992/2020                           | 29 anni (17/46)            | Ginnastica artistica                                 | 1   | 1       | 0      | 2      |
| 8     | Rajmond Debevec                         | Jugoslavia (2) e Slovenia (6)                                                | 1963      | 1984/2012                           | 28 anni (21/49)            | Tiro a segno                                         | 1   | 0       | 2      | 3      |
| 8     | Durward Knowles                         | Regno Unito (1) e Bahamas (7)                                                | 1917-2018 | 1948/1972 e 1988                    | 40 anni (31/71)            | Vela                                                 | 1   | 0       | 1      | 2      |
| 8     | Piero D'Inzeo                           | Italia                                                                       | 1923-2014 | 1948/1976                           | 28 anni (25/53)            | Equitazione                                          | 0   | 2       | 4      | 6      |
| 8     | Giovanni Pellielo                       | Italia                                                                       | 1970      | 1992/2016, 2024                     | 32 anni (22/54)            | Tiro a segno                                         | 0   | 3       | 1      | 4      |
| 8     | Noriaki Kasai                           | Giappone                                                                     | 1972      | 1992/2018                           | 26 anni (19/45)            | Salto con gli sci                                    | 0   | 2       | 1      | 3      |
| 8     | Francisco Boza                          | Perù                                                                         | 1964      | 1980/2004, 2016                     | 36 anni (16/51)            | Tiro a segno                                         | 0   | 1       | 0      | 1      |
| 8     | Jesús Ángel García                      | Spagna                                                                       | 1969      | 1992/2020                           | 29 anni (22/51)            | Atletica leggera                                     | 0   | 0       | 0      | 0      |
| 8     | Jaqueline Mourão                        | Brasile                                                                      | 1975      | 2004/2008, 2020 (E) + 2006/2022 (I) | 18 anni (28/46)            | Mountain bike (3), sci di fondo (5) e biathlon (3)   | 0   | 0       | 0      | 0      |
| 8     | Rodrigo Pessoa                          | Brasile                                                                      | 1972      | 1992/2012, 2020/2024                | 32 anni (19/52)            | Equitazione                                          | 1   | 0       | 2      | 3      |
| 7     | Janne Ahonen                            | Finlandia                                                                    | 1977      | 1994/2018                           | 24 anni (16/40)            | Salto con gli sci                                    | 0   | 2       | 0      | 2      |
| 7     | Ekaterina Karsten                       | Squadra Unificata (1) e Bielorussia (6)                                      | 1972      | 1992/2016                           | 24 anni (20/44)            | Canottaggio                                          | 2   | 1       | 2      | 5      |
| 7     | Sergei Dolidovich                       | Bielorussia                                                                  | 1973      | 1994/2018                           | 24 anni (20/44)            | Sci di fondo                                         | 0   | 0       | 0      | 0      |
| 7     | Al'bert Demčenko                        | Russia                                                                       | 1971      | 1992/2014                           | 22 anni (21/43)            | Slittino                                             | 0   | 3       | 0      | 1      |
| 7     | Ivan Osiier                             | Danimarca                                                                    | 1888-1965 | 1908/1932 e 1948                    | 40 anni (20/60)            | Scherma                                              | 0   | 1       | 0      | 1      |
| 7     | Segun Toriola                           | Nigeria                                                                      | 1974      | 1992/2016                           | 24 anni (17/41)            | Tennistavolo                                         | 0   | 0       | 0      | 0      |
| 7     | Olufunke Oshonaike                      | Nigeria                                                                      | 1975      | 1996/2016                           | 20 anni (21/41)            | Tennistavolo                                         | 0   | 0       | 0      | 0      |
| 7     | Zoran Primorac                          | Jugoslavia (1) e Croazia (6)                                                 | 1969      | 1988/2012                           | 24 anni (19/43)            | Tennistavolo                                         | 0   | 1       | 0      | 1      |
| 7     | Jean-Michel Saive                       | Belgio                                                                       | 1969      | 1988/2012                           | 24 anni (19/43)            | Tennistavolo                                         | 0   | 0       | 0      | 0      |
| 7     | Mark Todd                               | Nuova Zelanda                                                                | 1956      | 1984/1992, 2000, 2008/2016          | 32 anni (28/60)            | Equitazione                                          | 2   | 1       | 3      | 6      |
| 7     | Otrjadyn Gündėgmaa                      | Mongolia                                                                     | 1978      | 1996/2020                           | 25 anni (18/43)            | Tiro a segno                                         | 0   | 1       | 0      | 1      |
| 7     | Abdullah Al-Rashidi                     | Kuwait (6) e Partecipanti Olimpici Indipendenti (1)                          | 1963      | 1996/2020                           | 25 anni (33/58)            | Tiro a segno                                         | 0   | 0       | 2      | 2      |
| 7     | Phillip Dutton                          | Australia (3) e Stati Uniti (3)                                              | 1963      | 1996/2020                           | 25 anni (23/58)            | Equitazione                                          | 2   | 0       | 1      | 3      |
| 7     | Nick Skelton                            | Regno Unito                                                                  | 1957      | 1988/1996, 2004/2016                | 28 anni (30/58)            | Equitazione                                          | 2   | 0       | 0      | 2      |
| 7     | Tinne Vilhelmson-Silfvén                | Svezia                                                                       | 1967      | 1992/2016                           | 24 anni (25/49)            | Equitazione                                          | 0   | 0       | 0      | 0      |
| 7     | François Jacques Marie Gérard Lafortune | Belgio                                                                       | 1932-2020 | 1956/1976                           | 20 anni (24/44)            | Tiro a segno                                         | 0   | 0       | 0      | 0      |
| 7     | Ludger Beerbaum                         | Germania Ovest (1) e Germania (6)                                            | 1963      | 1988/2008, 2016                     | 28 anni (25/52)            | Equitazione                                          | 4   | 1       | 0      | 5      |
| 7     | Aida Mohamed                            | Ungheria                                                                     | 1976      | 1996/2020                           | 25 anni (20/45)            | Scherma                                              | 0   | 0       | 0      | 0      |
| 7     | Merlene Ottey                           | Giamaica (6) e Slovenia (1)                                                  | 1960      | 1980/2004                           | 24 anni (20/44)            | Atletica leggera                                     | 0   | 3       | 6      | 9      |
| 7     | Seiko Hashimoto                         | Giappone                                                                     | 1964      | 1984/1994 (I) + 1988/1996 (E)       | 12 anni (20/32)            | Pattinaggio di velocità (4) e ciclismo su pista (3)  | 0   | 0       | 1      | 1      |
| 7     | John Michael Plumb                      | Stati Uniti                                                                  | 1940      | 1964/1976 e 1984/1992               | 28 anni (24/52)            | Equitazione                                          | 2   | 4       | 0      | 6      |
| 7     | João Rodrigues                          | Portogallo                                                                   | 1971      | 1992/2016                           | 24 anni (20/44)            | Vela                                                 | 0   | 0       | 0      | 0      |
| 7     | Formiga                                 | Brasile                                                                      | 1978      | 1996/2020                           | 25 anni (18/43)            | Calcio                                               | 0   | 2       | 0      | 2      |
| 7     | Robert Scheidt                          | Brasile                                                                      | 1973      | 1996/2020                           | 25 anni (23/48)            | Vela                                                 | 2   | 2       | 1      | 5      |
| 7     | Marija Grozdeva                         | Bulgaria                                                                     | 1972      | 1992/2012, 2020                     | 29 anni (20/49)            | Tiro a segno                                         | 2   | 0       | 3      | 5      |
| 7     | Kerstin Palm                            | Svezia                                                                       | 1946      | 1964/1988                           | 24 anni (18/42)            | Scherma                                              | 0   | 0       | 0      | 0      |
| 7     | Ragnar Skanåker                         | Svezia                                                                       | 1934      | 1972/1996                           | 24 anni (38/62)            | Tiro a segno                                         | 1   | 2       | 1      | 4      |
| 7     | Jeannie Longo                           | Francia                                                                      | 1958      | 1984/2008                           | 24 anni (26/50)            | Ciclismo su strada (7) e ciclismo su pista (1)       | 1   | 2       | 1      | 4      |
| 7     | Jasna Šekarić                           | Jugoslavia (1), Squadra Unificata (1), Serbia e Montenegro (3) e Serbia (2)  | 1965      | 1988/2012                           | 24 anni (22/46)            | Tiro a segno                                         | 1   | 3       | 1      | 5      |
| 7     | Leander Paes                            | India                                                                        | 1973      | 1992/2016                           | 24 anni (19/43)            | Tennis                                               | 0   | 0       | 1      | 1      |
| 7     | Ralf Schumann                           | Germania Est (1) e Germania (6)                                              | 1962      | 1988/2012                           | 24 anni (26/50)            | Tiro a segno                                         | 3   | 2       | 0      | 5      |
| 7     | Anky van Grunsven                       | Paesi Bassi                                                                  | 1968      | 1988/2012                           | 24 anni (20/44)            | Equitazione                                          | 3   | 5       | 1      | 9      |
| 7     | Simon Ammann                            | Svizzera                                                                     | 1981      | 1998/2022                           | 24 anni (16/40)            | Salto con gli sci                                    | 4   | 0       | 0      | 4      |
| 7     | Santiago Lange                          | Argentina                                                                    | 1961      | 1988/2008, 2016, 2020               | 33 anni (27/59)            | Vela                                                 | 1   | 2       | 0      | 3      |
| 7     | Olaf Tufte                              | Norvegia                                                                     | 1976      | 1996/2020                           | 25 anni (20/45)            | Canottaggio                                          | 2   | 1       | 1      | 4      |
| 7     | Jos Lansink                             | Paesi Bassi (4) e Belgio (3)                                                 | 1961      | 1988/2012                           | 24 anni (27/51)            | Equitazione                                          | 1   | 0       | 0      | 1      |
| 7     | Jörgen Persson                          | Svezia                                                                       | 1966      | 1988/2012                           | 24 anni (22/46)            | Tennistavolo                                         | 0   | 0       | 0      | 0      |
| 7     | Isabell Werth                           | Germania                                                                     | 1969      | 1992/2000, 2008/2016, 2020/2024     | 32 anni (23/55)            | Equitazione                                          | 8   | 6       | 0      | 14     |
| 7     | Taizo Sugitani                          | Giappone                                                                     | 1976      | 1996/2016, 2024                     | 28 anni (20/48)            | Equitazione                                          | 0   | 0       | 0      | 0      |
| 7     | Mélina Robert-Michon                    | Francia                                                                      | 1979      | 2000/2024                           | 24 anni (21/45)            | Atletica leggera                                     | 0   | 1       | 0      | 1      |
| 7     | Leuris Pupo                             | Cuba                                                                         | 1977      | 2000/2024                           | 24 anni (23/47)            | Tiro a segno                                         | 1   | 1       | 0      | 2      |
| 7     | Karin Donckers                          | Belgio                                                                       | 1971      | 1992, 2000/2016, 2024               | 32 anni (21/53)            | Equitazione                                          | 0   | 0       | 0      | 0      |
| 7     | Carl Hester                             | Regno Unito                                                                  | 1967      | 1992/2024                           | 32 anni (25/57)            | Equitazione                                          | 1   | 1       | 1      | 1      |
| 7     | Timo Boll                               | Germania                                                                     | 1981      | 2000/2024                           | 24 anni (19/43)            | Tennistavolo                                         | 0   | 2       | 2      | 4      |
| 6     | Edgar Seligman                          | Regno Unito                                                                  | 1867-1958 | 1908/1912, 1920/1932                | 26 anni (39/65)            | Scherma (4) e arte (2)                               | 0   | 2       | 0      | 2      |
| 6     | Magnus Konow                            | Norvegia                                                                     | 1887-1972 | 1908/1912, 1920, 1928, 1936/1948    | 40 anni (21/61)            | Vela                                                 | 2   | 1       | 0      | 3      |
| 6     | Norman Cohn-Armitage                    | Stati Uniti                                                                  | 1907-1972 | 1928/1956                           | 28 anni (21/49)            | Scherma                                              | 0   | 0       | 1      | 1      |
| 6     | Aladár Gerevich                         | Ungheria                                                                     | 1910-1991 | 1932/1960                           | 28 anni (22/50)            | Scherma                                              | 7   | 1       | 2      | 10     |
| 6     | Fernanda Oliveira                       | Brasile                                                                      | 1980      | 2000/2020                           | 21 anni (20/41)            | Vela                                                 | 0   | 0       | 1      | 1      |
| 6     | Janice-Lee York-Romary                  | Stati Uniti                                                                  | 1927-2007 | 1948/1968                           | 20 anni (19/39)            | Scherma                                              | 0   | 0       | 0      | 0      |
| 6     | Lia Manoliu                             | Romania                                                                      | 1932-1998 | 1952/1972                           | 20 anni (20/40)            | Atletica leggera                                     | 1   | 0       | 2      | 3      |
| 6     | Jerzy Pawłowski                         | Polonia                                                                      | 1932-2005 | 1952/1972                           | 20 anni (20/40)            | Scherma                                              | 1   | 3       | 1      | 5      |
| 6     | William McMillan                        | Stati Uniti                                                                  | 1929-2000 | 1952, 1960/1976                     | 20 anni (27/47)            | Tiro a segno                                         | 1   | 0       | 0      | 1      |
| 6     | Hans Günter Winkler                     | Germania (3) e Germania Ovest (3)                                            | 1926-2018 | 1956/1976                           | 20 anni (20/40)            | Equitazione                                          | 5   | 1       | 1      | 7      |
| 6     | Adam Smelczyński                        | Polonia                                                                      | 1930-2021 | 1956/1976                           | 20 anni (26/45)            | Tiro a segno                                         | 0   | 1       | 0      | 1      |
| 6     | Bill Hoskyns                            | Regno Unito                                                                  | 1931-2013 | 1956/1976                           | 20 anni (25/45)            | Scherma                                              | 0   | 2       | 0      | 2      |
| 6     | Frank Chapot                            | Stati Uniti                                                                  | 1932-2016 | 1956/1976                           | 20 anni (24/44)            | Equitazione                                          | 0   | 2       | 0      | 2      |
| 6     | Jim Elder                               | Canada                                                                       | 1934      | 1956/1960, 1968/1976, 1984          | 28 anni (22/50)            | Equitazione                                          | 1   | 0       | 2      | 3      |
| 6     | Hans Fogh                               | Danimarca (4) e Canada (2)                                                   | 1938-2014 | 1960/1976, 1984                     | 24 anni (22/46)            | Vela                                                 | 0   | 1       | 1      | 2      |
| 6     | Iztok Čop                               | Slovenia                                                                     | 1972      | 1992–2012                           | 20 anni (20/40)            | Canottaggio                                          | 1   | 1       | 2      | 4      |
| 6     | Erik Vlček                              | Slovacchia                                                                   | 1981      | 2000–2020                           | 21 anni (18/39)            | Canoa/kayak                                          | 0   | 2       | 2      | 4      |
| 6     | Carl-Erik Eriksson                      | Svezia                                                                       | 1930      | 1964/1984                           | 20 anni (34/54)            | Bob                                                  | 0   | 0       | 0      | 0      |
| 6     | Reiner Klimke                           | Germania (2) e Germania Ovest (4)                                            | 1936-1999 | 1960/1976, 1984/1988                | 28 anni (24/52)            | Equitazione                                          | 6   | 0       | 2      | 8      |
| 6     | Colin Coates                            | Australia                                                                    | 1946      | 1968/1988                           | 20 anni (18/38)            | Pattinaggio di velocità                              | 0   | 0       | 0      | 0      |
| 6     | Christilot Hanson-Boylen                | Canada                                                                       | 1947      | 1964/1976, 1984, 1992               | 28 anni (17/45)            | Equitazione                                          | 0   | 0       | 0      | 0      |
| 6     | John Primrose                           | Canada                                                                       | 1942      | 1968/1976, 1984/1992                | 24 anni (26/50)            | Tiro a segno                                         | 0   | 0       | 0      | 0      |
| 6     | Stevan Pletikosić                       | Partecipanti Olimpici Indipendenti (1), Serbia e Montenegro (3) e Serbia (3) | 1972      | 1992/2016                           | 24 anni (20/44)            | Tiro a segno                                         | 0   | 0       | 1      | 1      |
| 6     | Jiří Pták                               | Cecoslovacchia                                                               | 1946      | 1968/1980, 1988/1992                | 24 anni (22/46)            | Canottaggio                                          | 0   | 0       | 0      | 0      |
| 6     | Alfred Eder                             | Austria                                                                      | 1953      | 1976/1994                           | 18 anni (23/41)            | Biathlon                                             | 0   | 0       | 0      | 0      |
| 6     | Marja-Liisa Kirvesniemi-Hämäläinen      | Finlandia                                                                    | 1955      | 1976/1994                           | 18 anni (21/39)            | Sci di fondo                                         | 3   | 0       | 4      | 7      |
| 6     | Hugo Simon                              | Austria                                                                      | 1942      | 1972/1976, 1984/1996                | 24 anni (30/53)            | Equitazione                                          | 0   | 1       | 0      | 1      |
| 6     | Luis Álvarez de Cervera                 | Spagna                                                                       | 1947      | 1972/1976, 1984/1996                | 24 anni (25/49)            | Equitazione                                          | 0   | 0       | 0      | 0      |
| 6     | Eric Swinkels                           | Paesi Bassi                                                                  | 1949      | 1972/1976, 1984/1996                | 24 anni (23/47)            | Tiro a segno                                         | 0   | 1       | 0      | 1      |
| 6     | Aleksei Alipov                          | Russia (5) e ROC (1)                                                         | 1975      | 2000/2000                           | 21 anni (25/46)            | Tiro a segno                                         | 1   | 0       | 1      | 2      |
| 6     | Viktoria Chaika                         | Bielorussia                                                                  | 1980      | 2000/2020                           | 21 anni (20/41)            | Tiro a segno                                         | 0   | 0       | 0      | 0      |
| 6     | David Kostelecký                        | Rep. Ceca                                                                    | 1975      | 1996/2020                           | 25 anni (21/46)            | Tiro a segno                                         | 1   | 1       | 0      | 2      |
| 6     | Anastasios Bountouris                   | Grecia                                                                       | 1955      | 1976/1996                           | 20 anni (21/41)            | Vela                                                 | 0   | 0       | 1      | 1      |
| 6     | Tessa Sanderson                         | Regno Unito                                                                  | 1956      | 1976/1996                           | 20 anni (20/40)            | Atletica leggera                                     | 1   | 0       | 0      | 1      |
| 6     | John Foster, Sr                         | Isole Vergini Americane                                                      | 1938      | 1972/1976, 1984/1992 (E) e 1998 (I) | 20 anni (34/54)            | Vela (5) e bob (1)                                   | 0   | 0       | 0      | 0      |
| 6     | Harri Kirvesniemi                       | Finlandia                                                                    | 1958      | 1980/1998                           | 18 anni (21/39)            | Sci di fondo                                         | 0   | 0       | 6      | 6      |
| 6     | Jochen Behle                            | Germania Ovest (3) e Germania (3)                                            | 1960      | 1980/1998                           | 18 anni (19/37)            | Sci di fondo                                         | 0   | 0       | 0      | 0      |
| 6     | Christine Stückelberger                 | Svizzera                                                                     | 1947      | 1972/1976, 1984/1988, 1996/2000     | 28 anni (25/53)            | Equitazione                                          | 1   | 2       | 1      | 4      |
| 6     | Nonka Matova                            | Bulgaria                                                                     | 1954      | 1976/1980, 1988/2000                | 24 anni (18/46)            | Tiro a segno                                         | 0   | 1       | 0      | 1      |
| 6     | Jochen Schümann                         | Germania Est (3) e Germania (3)                                              | 1954      | 1976/1980, 1988/2000                | 24 anni (18/46)            | Vela                                                 | 3   | 1       | 0      | 4      |
| 6     | Juan Giha, Jr.                          | Perù                                                                         | 1955      | 1980/2000                           | 20 anni (25/45)            | Tiro a segno                                         | 0   | 1       | 0      | 1      |
| 6     | Philippe Boccara                        | Francia (4) e Stati Uniti (2)                                                | 1959      | 1980/2000                           | 20 anni (21/41)            | Canoa/kayak                                          | 0   | 0       | 1      | 1      |
| 6     | Ronald Rauhe                            | Germania                                                                     | 1981      | 2000/2020                           | 21 anni (19/40)            | Canoa/kayak                                          | 2   | 2       | 1      | 5      |
| 6     | Manuel Estiarte                         | Spagna                                                                       | 1961      | 1980/2000                           | 20 anni (18/38)            | Pallanuoto                                           | 1   | 1       | 0      | 2      |
| 6     | Angelo Mazzoni                          | Italia                                                                       | 1961      | 1980/2000                           | 20 anni (19/39)            | Scherma                                              | 2   | 0       | 1      | 3      |
| 6     | Terry McHugh                            | Irlanda                                                                      | 1963      | 1988/2000 (E) e 1992, 1998 (I)      | 12 anni (25/37)            | Atletica leggera (4) e bob (2)                       | 0   | 0       | 0      | 0      |
| 6     | Mike Dixon                              | Regno Unito                                                                  | 1962      | 1984/2002                           | 18 anni (22/40)            | Sci di fondo (1) e biathlon (5)                      | 0   | 0       | 0      | 0      |
| 6     | Hannu Manninen                          | Finlandia                                                                    | 1978      | 1994/2010, 2018                     | 24 anni (16/40)            | Sci di fondo                                         | 1   | 1       | 1      | 3      |
| 6     | Raimo Helminen                          | Finlandia                                                                    | 1964      | 1984/2002                           | 18 anni (19/37)            | Hockey su ghiaccio                                   | 0   | 1       | 2      | 3      |
| 6     | Markus Prock                            | Austria                                                                      | 1964      | 1984/2002                           | 18 anni (19/37)            | Slittino                                             | 0   | 2       | 1      | 4      |
| 6     | Emese Hunyady                           | Ungheria (1) e Austria (5)                                                   | 1966      | 1984/2002                           | 18 anni (17/35)            | Pattinaggio di velocità                              | 1   | 1       | 1      | 3      |
| 6     | Thomas Farnik                           | Austria                                                                      | 1967      | 1992/2012                           | 20 anni (25/45)            | Tiro a segno                                         | 0   | 0       | 0      | 0      |
| 6     | Harald Stenvaag                         | Norvegia                                                                     | 1953      | 1984/2004                           | 20 anni (31/51)            | Tiro a segno                                         | 0   | 1       | 1      | 2      |
| 6     | Birgit Fischer                          | Germania Est (2) e Germania (4)                                              | 1962      | 1980, 1988/2004                     | 24 anni (18/42)            | Canoa/kayak                                          | 8   | 4       | 0      | 12     |
| 6     | Robert Dover                            | Stati Uniti                                                                  | 1956      | 1984/2004                           | 20 anni (28/48)            | Equitazione                                          | 0   | 0       | 4      | 4      |
| 6     | Colin Beashel                           | Australia                                                                    | 1959      | 1984/2004                           | 20 anni (24/44)            | Vela                                                 | 0   | 0       | 1      | 1      |
| 6     | Torben Grael                            | Brasile                                                                      | 1960      | 1984/2004                           | 20 anni (24/44)            | Vela                                                 | 2   | 1       | 2      | 5      |
| 6     | Wang Yifu                               | Cina                                                                         | 1960      | 1984/2004                           | 20 anni (24/44)            | Tiro a segno                                         | 2   | 3       | 1      | 6      |
| 6     | Sorin Babii                             | Romania                                                                      | 1963      | 1984/2004                           | 20 anni (20/40)            | Tiro a segno                                         | 1   | 0       | 1      | 2      |
| 6     | Elisabeta Oleniuc Lipă                  | Romania                                                                      | 1964      | 1984/2004                           | 20 anni (20/40)            | Canottaggio                                          | 5   | 2       | 1      | 8      |
| 6     | Agathi Kassoumi                         | Grecia                                                                       | 1966      | 1984/2004                           | 20 anni (18/38)            | Tiro a segno                                         | 0   | 0       | 0      | 0      |
| 6     | Georg Hackl                             | Germania Ovest (1) e Germania (5)                                            | 1966      | 1988/2006                           | 18 anni (21/39)            | Slittino                                             | 3   | 2       | 0      | 5      |
| 6     | Sergei Tchepikov                        | Unione Sovietica (1), Squadra Unificata (1) e Russia (4)                     | 1967      | 1988/2006                           | 18 anni (21/39)            | Sci di fondo (1) e biathlon (5)                      | 2   | 3       | 1      | 6      |
| 6     | Gerda Weissensteiner                    | Italia                                                                       | 1969      | 1988/2006                           | 18 anni (19/37)            | Slittino (4) e bob (2)                               | 1   | 0       | 1      | 2      |
| 6     | Wilfried Huber                          | Italia                                                                       | 1970      | 1988/2006                           | 18 anni (17/35)            | Slittino                                             | 1   | 0       | 0      | 1      |
| 6     | Kateřina Neumannová                     | Cecoslovacchia (1) e Rep. Ceca (5)                                           | 1973      | 1992/2006 (I) e 1996 (E)            | 14 anni (18/32)            | Sci di fondo (5) e mountain bike (1)                 | 1   | 4       | 1      | 6      |
| 6     | Susan Nattrass                          | Canada                                                                       | 1950      | 1976, 1988/1992, 2000/2008          | 32 anni (25/57)            | Tiro a segno                                         | 0   | 0       | 0      | 0      |
| 6     | Kyra Kyrklund                           | Finlandia                                                                    | 1951      | 1980/1996, 2008                     | 28 anni (29/57)            | Equitazione                                          | 0   | 0       | 0      | 0      |
| 6     | Ilario Di Buò                           | Italia                                                                       | 1956      | 1984/1992, 2000/2008                | 24 anni (27/51)            | Tiro con l'arco                                      | 0   | 2       | 0      | 2      |
| 6     | Evangelia Psarra                        | Grecia                                                                       | 1974      | 2000/2020                           | 21 anni (26/47)            | Tiro con l'arco                                      | 0   | 0       | 0      | 0      |
| 6     | Juan Esteban Curuchet                   | Argentina                                                                    | 1965      | 1984/1988, 1996/2008                | 24 anni (19/43)            | Ciclismo su pista                                    | 1   | 0       | 0      | 1      |
| 6     | Fehaid Al-Deehani                       | Kuwait                                                                       | 1966      | 1992/2004, 2012/2016                | 24 anni (25/49)            | Tiro a segno                                         | 1   | 0       | 2      | 3      |
| 6     | Andrea Benelli                          | Italia                                                                       | 1960      | 1988/2008                           | 20 anni (28/48)            | Tiro a segno                                         | 1   | 0       | 1      | 2      |
| 6     | Juha Hirvi                              | Finlandia                                                                    | 1960      | 1988/2008                           | 20 anni (28/48)            | Tiro a segno                                         | 0   | 1       | 0      | 1      |
| 6     | Tanyu Kiryakov                          | Bulgaria                                                                     | 1963      | 1988/2008                           | 20 anni (25/45)            | Tiro a segno                                         | 2   | 0       | 1      | 3      |
| 6     | Guillermo Alfredo Torres                | Cuba                                                                         | 1959      | 1980, 1992/2004, 2012               | 32 anni (21/53)            | Tiro a segno                                         | 0   | 0       | 0      | 0      |
| 6     | Kanstancin Lukašyk                      | Squadra Unificata (1) e Bielorussia (5)                                      | 1975      | 1992/2012                           | 20 anni (16/36)            | Tiro a segno                                         | 1   | 0       | 0      | 1      |
| 6     | Fabienne Diato-Pasetti                  | Monaco                                                                       | 1965      | 1988/2008                           | 20 anni (22/42)            | Tiro a segno                                         | 0   | 0       | 0      | 0      |
| 6     | Jüri Jaanson                            | Unione Sovietica (1) e Estonia (5)                                           | 1965      | 1988/2008                           | 20 anni (22/42)            | Canottaggio                                          | 0   | 2       | 0      | 2      |
| 6     | James Tomkins                           | Australia                                                                    | 1965      | 1988/2008                           | 20 anni (23/42)            | Canottaggio                                          | 3   | 0       | 1      | 4      |
| 6     | Václav Chalupa                          | Cecoslovacchia (2) e Rep. Ceca (4)                                           | 1967      | 1988/2008                           | 20 anni (20/40)            | Canottaggio                                          | 0   | 1       | 0      | 1      |
| 6     | João N'Tyamba                           | Angola                                                                       | 1968      | 1988/2008                           | 20 anni (20/40)            | Atletica leggera                                     | 0   | 0       | 0      | 0      |
| 6     | Maria Mutola                            | Mozambico                                                                    | 1972      | 1988/2008                           | 20 anni (15/35)            | Atletica leggera                                     | 1   | 0       | 1      | 2      |
| 6     | Ilmārs Bricis                           | Lettonia                                                                     | 1970      | 1992/2010                           | 18 anni (21/39)            | Biathlon                                             | 0   | 0       | 0      | 0      |
| 6     | Marco Büchel                            | Liechtenstein                                                                | 1971      | 1992/2010                           | 18 anni (20/38)            | Sci alpino                                           | 0   | 0       | 0      | 0      |
| 6     | Andrus Veerpalu                         | Estonia                                                                      | 1971      | 1992/2010                           | 18 anni (21/39)            | Sci di fondo                                         | 2   | 1       | 0      | 3      |
| 6     | Lee Chae-won                            | Corea del Sud                                                                | 1981      | 2002/2022                           | 20 anni (21/41)            | Sci di fondo                                         | 0   | 0       | 0      | 0      |
| 6     | Anna Orlova                             | Lettonia                                                                     | 1972      | 1992/2010                           | 18 anni (19/37)            | Slittino                                             | 0   | 0       | 0      | 0      |
| 6     | Evgeniya Radanova                       | Bulgaria                                                                     | 1977      | 1994/2010 (I) + 2004 (E)            | 16 anni (16/32)            | Short track (5) e ciclismo su pista (1)              | 0   | 2       | 1      | 3      |
| 6     | Mary Hanna                              | Australia                                                                    | 1954      | 1996/2004, 2012/2020                | 25 anni (42/67)            | Equitazione                                          | 0   | 0       | 0      | 0      |
| 6     | Mary Elisabeth King                     | Regno Unito                                                                  | 1961      | 1992/2012                           | 20 anni (31/51)            | Equitazione                                          | 0   | 2       | 1      | 3      |
| 6     | Andrew Nicholson                        | Nuova Zelanda                                                                | 1961      | 1984, 1992/1996, 2004/2012          | 28 anni (23/51)            | Equitazione                                          | 0   | 1       | 2      | 3      |
| 6     | Russell Mark                            | Australia                                                                    | 1964      | 1988/2000, 2008/2012                | 24 anni (24/48)            | Tiro a segno                                         | 1   | 1       | 0      | 2      |
| 6     | Sjarhej Martynaŭ                        | Unione Sovietica (1) e Bielorussia (5)                                       | 1968      | 1988, 1996/2012                     | 24 anni (20/42)            | Tiro a segno                                         | 1   | 0       | 2      | 3      |
| 6     | Štěpánka Hilgertová                     | Cecoslovacchia (1) e Rep. Ceca (5)                                           | 1968      | 1992/2012                           | 20 anni (24/44)            | Canoa/kayak                                          | 2   | 0       | 0      | 2      |
| 6     | Munkhbayar Dorjsuren                    | Mongolia (3) e Germania (3)                                                  | 1969      | 1992/2012                           | 20 anni (23/43)            | Tiro a segno                                         | 0   | 0       | 2      | 2      |
| 6     | Hugo Hoyama                             | Brasile                                                                      | 1969      | 1992/2012                           | 20 anni (23/43)            | Tennistavolo                                         | 0   | 0       | 0      | 0      |
| 6     | Fredrik Lööf                            | Svezia                                                                       | 1969      | 1992/2012                           | 20 anni (22/42)            | Vela                                                 | 1   | 0       | 2      | 3      |
| 6     | Natalia Valeeva                         | Squadra Unificata (1), Moldavia (1) e Italia (4)                             | 1969      | 1992/2012                           | 20 anni (22/42)            | Tiro con l'arco                                      | 0   | 0       | 2      | 2      |
| 6     | Alessandra Sensini                      | Italia                                                                       | 1970      | 1992/2012                           | 20 anni (22/42)            | Vela                                                 | 1   | 1       | 2      | 4      |
| 6     | Nicoleta Grădinaru-Grasu                | Romania                                                                      | 1971      | 1992/2012                           | 20 anni (20/40)            | Atletica leggera                                     | 0   | 0       | 0      | 0      |
| 6     | Dragutin Topić                          | Partecipanti Olimpici Indipendenti (1), Serbia e Montenegro (3) e Serbia (2) | 1971      | 1992/2012                           | 20 anni (21/41)            | Atletica leggera                                     | 0   | 0       | 0      | 0      |
| 6     | Alison Williamson                       | Regno Unito                                                                  | 1971      | 1992/2012                           | 20 anni (20/40)            | Tiro con l'arco                                      | 0   | 0       | 1      | 1      |
| 6     | Michael Diamond                         | Australia                                                                    | 1972      | 1992/2012                           | 20 anni (20/40)            | Tiro a segno                                         | 2   | 0       | 0      | 2      |
| 6     | Stuart O'Grady                          | Australia                                                                    | 1973      | 1992/2012                           | 20 anni (19/39)            | Ciclismo su pista (4) e Ciclismo su strada (4)       | 1   | 1       | 2      | 4      |
| 6     | Franck Dumoulin                         | Francia                                                                      | 1973      | 1992/2012                           | 20 anni (19/39)            | Tiro a segno                                         | 1   | 0       | 0      | 1      |
| 6     | Jordan Jovčev                           | Bulgaria                                                                     | 1973      | 1992/2012                           | 20 anni (19/39)            | Ginnastica artistica                                 | 0   | 1       | 3      | 4      |
| 6     | Lars Frölander                          | Svezia                                                                       | 1974      | 1992/2012                           | 20 anni (18/38)            | Nuoto                                                | 1   | 2       | 0      | 3      |
| 6     | Evgenija Artamonova                     | Squadra Unificata (1) e Russia (5)                                           | 1975      | 1992/2012                           | 20 anni (17/37)            | Pallavolo                                            | 0   | 3       | 0      | 3      |
| 6     | Derya Büyükuncu                         | Turchia                                                                      | 1976      | 1992/2012                           | 20 anni (16/36)            | Nuoto                                                | 0   | 0       | 0      | 0      |
| 6     | Clara Hughes                            | Canada                                                                       | 1972      | 1996/2000, 2012 (E) e 2002/2010 (I) | 16 anni (22/38)            | Ciclismo su strada (3) e pattinaggio di velocità (3) | 1   | 1       | 4      | 6      |
| 6     | Hubertus von Hohenlohe                  | Messico                                                                      | 1959      | 1984/2014                           | 30 anni (25/55)            | Sci alpino                                           | 0   | 0       | 0      | 0      |
| 6     | Teemu Selänne                           | Finlandia                                                                    | 1970      | 1992, 1998/2014                     | 22 anni (21/43)            | Hockey su ghiaccio                                   | 0   | 1       | 3      | 4      |
| 6     | Ole Einar Bjørndalen                    | Norvegia                                                                     | 1974      | 1994/2014                           | 20 anni (20/40)            | Biathlon (6) e sci di fondo (1)                      | 8   | 4       | 1      | 13     |
| 6     | Armin Zöggeler                          | Italia                                                                       | 1974      | 1994/2014                           | 20 anni (20/40)            | Slittino                                             | 2   | 1       | 3      | 6      |
| 6     | Todd Lodwick                            | Stati Uniti                                                                  | 1976      | 1994/2014                           | 20 anni (17/37)            | Combinata nordica                                    | 0   | 1       | 0      | 1      |
| 6     | Mario Stecher                           | Austria                                                                      | 1977      | 1994/2014                           | 20 anni (16/36)            | Combinata nordica                                    | 2   | 0       | 2      | 4      |
| 6     | Lee Kyou-hyuk                           | Corea del Sud                                                                | 1978      | 1994/2014                           | 20 anni (15/35)            | Pattinaggio di velocità                              | 0   | 0       | 0      | 0      |
| 6     | Hayley Wickenheiser                     | Canada                                                                       | 1978      | 1998/2014 (I) e 2000 (E)            | 16 anni (19/35)            | Hockey su ghiaccio (5) e softball (1)                | 4   | 1       | 0      | 5      |
| 6     | John Whitaker                           | Regno Unito                                                                  | 1955      | 1984, 1992/2000, 2008, 2016         | 32 anni (29/61)            | Equitazione                                          | 0   | 1       | 0      | 1      |
| 6     | Emil Milev                              | Bulgaria (4) e Stati Uniti (2)                                               | 1968      | 1992/2004, 2012/2016                | 24 anni (24/48)            | Tiro a segno                                         | 0   | 1       | 0      | 1      |
| 6     | Lalita Yauhleuskaya                     | Bielorussia (2) e Australia (4)                                              | 1963      | 1996/2016                           | 20 anni (32/52)            | Tiro a segno                                         | 0   | 0       | 1      | 1      |
| 6     | Nasser Al-Attiyah                       | Qatar                                                                        | 1970      | 1996/2016                           | 20 anni (25/45)            | Tiro a segno                                         | 0   | 0       | 1      | 1      |
| 6     | Daniel Nestor                           | Canada                                                                       | 1972      | 1996/2016                           | 20 anni (23/43)            | Tennis                                               | 1   | 0       | 0      | 1      |
| 6     | Sergey Tetyukhin                        | Russia                                                                       | 1975      | 1996/2016                           | 20 anni (20/40)            | Pallavolo                                            | 1   | 1       | 2      | 4      |
| 6     | João Vieira                             | Brasile                                                                      | 1976      | 2000/2020                           | 21 anni (24/45)            | Atletica leggera                                     | 0   | 0       | 0      | 0      |
| 6     | Áron Gádorfalvi                         | Ungheria                                                                     | 1976      | 1996/2016                           | 20 anni (19/39)            | Vela                                                 | 0   | 0       | 0      | 0      |
| 6     | Liu Jia                                 | Austria                                                                      | 1982      | 2000/2020                           | 21 anni (18/39)            | Tennistavolo                                         | 0   | 0       | 0      | 0      |
| 6     | Jian Fang Lay                           | Australia                                                                    | 1973      | 1996, 2004/2020                     | 25 anni (23/48)            | Tennistavolo                                         | 0   | 0       | 0      | 0      |
| 6     | Vladimir Samsonov                       | Bielorussia                                                                  | 1976      | 1996/2016                           | 20 anni (20/40)            | Tennistavolo                                         | 0   | 0       | 0      | 0      |
| 6     | Therese Alshammar                       | Svezia                                                                       | 1977      | 1996/2016                           | 20 anni (18/38)            | Nuoto                                                | 0   | 2       | 1      | 3      |
| 6     | Kim Rhode                               | Stati Uniti                                                                  | 1979      | 1996/2016                           | 20 anni (17/37)            | Tiro a segno                                         | 3   | 1       | 2      | 6      |
| 6     | Shiva Keshavan                          | India                                                                        | 1981      | 1998/2018                           | 20 anni (16/36)            | Slittino                                             | 0   | 0       | 0      | 0      |
| 6     | Choi Heung-chul                         | Corea del Sud                                                                | 1981      | 1998-2018                           | 20 anni (16/36)            | Salto con gli sci                                    | 0   | 0       | 0      | 0      |
| 6     | Choi Seou                               | Corea del Sud                                                                | 1982      | 1998-2018                           | 20 anni (15/35)            | Salto con gli sci                                    | 0   | 0       | 0      | 0      |
| 6     | Kim Hyun-ki                             | Corea del Sud                                                                | 1983      | 1998/2018                           | 20 anni (14/34)            | Salto con gli sci                                    | 0   | 0       | 0      | 0      |
| 6     | Éva Tófalvi                             | Romania                                                                      | 1978      | 1998-2018                           | 20 anni (20/40)            | Biathlon                                             | 0   | 0       | 0      | 0      |
| 6     | Alla Tsuper                             | Ucraina (1) e Bielorussia (5)                                                | 1979      | 1998/2018                           | 20 anni (18/38)            | Freestyle                                            | 1   | 0       | 0      | 1      |
| 6     | Teresa Portela                          | Spagna                                                                       | 1982      | 2000/2020                           | 21 anni (18/39)            | Canoa/kayak                                          | 0   | 1       | 0      | 1      |
| 6     | Tatiana Drozdovskaya                    | Bielorussia                                                                  | 1982      | 2000/2020                           | 21 anni (18/39)            | Vela                                                 | 0   | 0       | 0      | 0      |
| 6     | Maksim Oberemko                         | Ucraina (5) e Russia (1)                                                     | 1978      | 1996/2016                           | 20 anni (18/38)            | Vela                                                 | 0   | 0       | 0      | 0      |
| 6     | Oussama Mellouli                        | Tunisia                                                                      | 1984      | 2000/2020                           | 21 anni (16/37)            | Nuoto (5) e nuoto di fondo (2)                       | 2   | 0       | 1      | 3      |
| 6     | Ken Terauchi                            | Giappone                                                                     | 1980      | 1996/2008, 2016/2020                | 25 anni (15/40)            | Tuffi                                                | 0   | 0       | 0      | 0      |
| 6     | Roland Fischnaller                      | Italia                                                                       | 1980      | 2002/2022                           | 20 anni (22/42)            | Snowboarding                                         | 0   | 0       | 0      | 0      |
| 6     | Marco De Nicolo                         | Italia                                                                       | 1976      | 2000/2020                           | 21 anni (24/45)            | Tiro a segno                                         | 0   | 0       | 0      | 0      |
| 6     | Sarah Schleper                          | Stati Uniti (4) e Messico (2)                                                | 1979      | 1998/2022                           | 24 anni (19/43)            | Sci alpino                                           | 0   | 0       | 0      | 0      |
| 6     | Ni Xialian                              | Lussemburgo                                                                  | 1981      | 2000, 2008/2024                     | 24 anni (37/61)            | Tennistavolo                                         | 0   | 0       | 0      | 0      |
| 6     | Jasey-Jay Anderson                      | Canada                                                                       | 1975      | 1998/2018                           | 20 anni (23/43)            | Snowboarding                                         | 1   | 0       | 0      | 1      |
| 6     | Tomoka Takeuchi                         | Giappone                                                                     | 1983      | 2002/2022                           | 20 anni (19/39)            | Snowboarding                                         | 0   | 1       | 0      | 1      |
| 6     | Bat-Ochiryn Ser-Od                      | Mongolia                                                                     | 1981      | 2004/2024                           | 20 anni (22/42)            | Atletica leggera                                     | 0   | 0       | 0      | 0      |
| 6     | Chuang Chih-yuan                        | Taipei cinese                                                                | 1981      | 2004/2024                           | 20 anni (23/43)            | Tennistavolo                                         | 0   | 0       | 0      | 0      |
| 6     | Tõnu Endrekson                          | Estonia                                                                      | 1979      | 2004/2024                           | 20 anni (25/45)            | Canottaggio                                          | 0   | 1       | 1      | 2      |
| 6     | Rudy Fernández                          | Spagna                                                                       | 1985      | 2004/2024                           | 20 anni (19/39)            | Pallacanestro                                        | 0   | 2       | 1      | 3      |
| 6     | Panagiotis Gionis                       | Grecia                                                                       | 1980      | 2004/2024                           | 20 anni (24/44)            | Tennistavolo                                         | 0   | 0       | 0      | 0      |
| 6     | Steve Guerdat                           | Svizzera                                                                     | 1982      | 2004/2024                           | 20 anni (22/42)            | Equitazione                                          | 1   | 1       | 1      | 3      |
| 6     | Pablo Herrera Allepuz                   | Spagna                                                                       | 1982      | 2004/2024                           | 20 anni (22/42)            | Beach volley                                         | 0   | 0       | 0      | 0      |
| 6     | Nikola Karabatić                        | Francia                                                                      | 1984      | 2004/2024                           | 20 anni (20/40)            | Pallamano                                            | 3   | 1       | 0      | 4      |
| 6     | Kristel Köbrich                         | Cile                                                                         | 1985      | 2004/2024                           | 20 anni (18/38)            | Nuoto (6) e Nuoto di fondo (1)                       | 0   | 0       | 0      | 0      |
| 6     | Olena Kostevyč                          | Ucraina                                                                      | 1985      | 2004/2024                           | 20 anni (19/39)            | Tiro a segno                                         | 1   | 0       | 3      | 4      |
| 6     | Mijaín López Núñez                      | Cuba                                                                         | 1982      | 2004/2024                           | 20 anni (21/41)            | Lotta                                                | 5   | 0       | 0      | 5      |
| 6     | Marta                                   | Brasile                                                                      | 1986      | 2004/2024                           | 20 anni (18/38)            | Calcio                                               | 0   | 3       | 0      | 3      |
| 6     | Takaharu Furukawa                       | Giappone                                                                     | 1984      | 2004/2024                           | 20 anni (20/39)            | Tiro con l'arco                                      | 0   | 1       | 2      | 3      |
| 6     | Diana Taurasi                           | Stati Uniti                                                                  | 1982      | 2004/2024                           | 20 anni (22/42)            | Pallacanestro                                        | 6   | 0       | 0      | 6      |

## Atleti con almeno 5 partecipazioni olimpiche
949 atleti hanno partecipato ad almeno 5 Giochi olimpici (958 se contati anche i Giochi olimpici intermedi del 1906) dal 1896 al 2024. Sono elencati qui divisi per disciplina. Le colonne con 5+, 6+,... indicano il numero di partecipazioni per disciplina. I numeri di maschi e femmine sono divisi nelle colonne "M" e "F".
Atleti che hanno partecipato a più sport vengono contati in entrambi gli sport.
| Disciplina              | 5+  | M   | F  | 6+ | 7+ | Atleti |
| ----------------------- | --- | --- | -- | -- | -- | --- |
| Tiro a segno            | 132 | 108 | 24 | 47 | 13 | 10: Nino Salukvadze, 9: Afanasijs Kuzmins, 8: Francisco Boza, Rajmond Debevec, Giovanni Pellielo, 7: Marija Grozdeva, François Jacques Marie Gérard Lafortune, Otryadyn Gündegmaa, Leuris Pupo, Abdullah Al-Rashidi, Ralf Schumann, Jasna Šekarić, Ragnar Skanåker, 6: Aleksei Alipov, Nasser Al-Attiyah, Sorin Babii, Andrea Benelli, Viktoria Chaika, Marco De Nicolo, Fehaid Al-Deehani, Michael Diamond, Fabienne Diato-Pasetti, Mönkhbayar Dorjsurengiin, Franck Dumoulin, Thomas Farnik, Juan Giha, Jr., Juha Hirvi, Agathi Kassoumi, Tanyu Kiryakov, David Kostelecký, Olena Kostevyč, Kanstancin Lukašyk, Russell Mark, Sjarhej Martynaŭ, Nonka Matova, William McMillan, Emil Milev, Susan Nattrass, Stevan Pletikosić, John Primrose, Kim Rhode, Adam Smelczyński, Harald Stenvaag, Eric Swinkels, Guillermo Alfredo Torres, Wang Yifu, Lalita Yauhleuskaya, 5: Hans Aasnæs, Georgios Achilleos, Alister Allan, Jean-Pierre Amat, Danka Barteková, Abhinav Bindra, Gilmour Boa, Gabriele Bühlmann, Derek Burnett, Chiara Cainero, Danilo Caro, João Costa, Eglis Yaima Cruz, Svetlana Demina, Dencho Denev, Yusuf Dikeç, Hennie Dompeling, Maik Eckhardt, Glenn Eller, Ennio Falco, Richard Faulds, Nedžad Fazlija, María del Pilar Fernández Julián, Martin Gison, Jozef Gönci, Jorge González, Torben Grimmel, Daina Gudzinevičiūtė, Durval Guimarães, Vincent Hancock, Mostafa Hamdy, Andrei Inešin, Vladimir Isakov, Harald Jensen, Jin Jong-oh, Artëm Chadžibekov, Mohamed Khorshed, Boris Kokorev, Sergei Kovalenko, Szilárd Kun, Jacques Lafortune, Lee Eun-chul, Lin Yi-chun, Pentti Linnosvuo, Lars Jørgen Madsen, Goran Maksimović, Saeed bin Maktoum bin Rashid Al Maktoum, Anton Manolov, Michael Maskell, John McNally, Damir Mikec, Nemanja Mirosavljev, Saeed Al-Mutairi, Yukie Nakayama, Sonja Pfeilschifter, Warren Potent, Tanyaporn Prucksakorn, Iulian Raicea, João Rebelo, Christian Reitz, Daniel Repacholi, Firmo Roberti, Ralph Rodríguez, Francisco Romero Arribas, Galliano Rossini, Nicolae Rotaru, Peter Rull, Sr., Ricardo Rusticucci, Juan Seguí, Péter Sidi, Karni Singh, Randhir Singh, Attila Solti, Tan Zongliang, Alexandros Theofilakīs, Iōannīs Theofilakīs, Joan Tomàs, Torsten Ullman, Eladio Vallduvi, Paul Van Asbroeck, Wolfram Waibel, Sr., Axel Wegner, Tao-Yan Wu, Vilho Ylönen, Józef Zapędzki |
| Atletica leggera        | 100 | 49  | 51 | 11 | 3  | 8: Jesús Ángel García Bragado, 7: Merlene Ottey, Mélina Robert-Michon, 6: Bat-Ochiryn Ser-Od, Nicoleta Grădinaru-Grasu, Lia Manoliu, Terry McHugh, Maria Mutola, João N'Tyamba, Tessa Sanderson, Dragutin Topić, 5: Abdihakem Abdirahman, Amy Acuff, Valerie Kasanita Adams, Virgilijus Alekna, Christine Amertil, Eşref Apak, Kelly-Ann Baptiste, Toni Bernadó, Tim Berrett, Gilbert Bessi, Sabine Braun, Chris Brown, Ana Cabecinha, Veronica Campbell-Brown, Frank Casañas, Kim Collins, Willie Davenport, Pauline Davis-Thompson, Giovanni De Benedictis, Gail Devers-Roberts, Fabrizio Donato, Jackie Edwards, Laverne Eve, Susana Feitor, Allyson Felix, Debbie Ferguson-McKenzie, Olga Fikotová, Shelly-Ann Fraser-Pryce, Sébastien Gattuso, Glenroy Gilbert, Vladimir Golubničij, Gong Lijiao, András Haklits, Robert Heffernan, Liu Hong, Max Houben, Olivera Jevtić, Helalia Johannes, Eliud Kipchoge, Bernard Lagat, Ivet Lalova-Collio, Li Ling, John Ljunggren, Chris Maddocks, Zalina Marghieva, Paul Martin, Churandy Martina, Fiona May, Fionnuala McCormack, Pietro Mennea, Mathias Ntawulikura, Alex Oakley, Érika Olivera, Mary Onyali-Omagbemi, Abdon Pamich, Alexandros Papadimitriou, Jo Pavey, Jefferson Pérez, Fernanda Ribeiro, Sandie Richards, Carlos Sala, Martin Schützenauer, Natalija Fokina-Semenova, Janusz Sidło, Lidia Șimon, Trine Solberg-Hattestad, Ivana Španović, Barbora Špotáková, Chandra Sturrup, Irena Szewińska-Kirszenstein, Aleksander Tammert, Igor' Ter-Ovanesjan, Donald Thomas, Dragana Tomašević, Matej Tóth, Ivan Tsikhan, María Vasco, João Vieira, Urs von Wartburg, Eva Vrabcová-Nývltová, Letitia Vriesde, Nick Willis, Willye White, Anita Włodarczyk, Irina Yatchenko, Jan Železný, Szymon Ziółkowski, Branko Zorko, Ellina Zvereva |
| Equitazione             | 76  | 58  | 18 | 35 | 17 | 10: Ian Millar, 8: Piero d'Inzeo, Raimondo d'Inzeo, Andrew Hoy, Rodrigo Pessoa, 7: Ludger Beerbaum, Karin Donckers, Phillip Dutton, Anky van Grunsven, Carl Hester, Jos Lansink, John Michael Plumb, Nick Skelton, Taizo Sugitani, Mark Todd, Tinne Vilhelmson-Silfvén, Isabell Werth, 6: Luis Álvarez de Cervera, Frank Chapot, Robert Dover, Ramzy Al Duhami, Jim Elder, Rolf-Göran Bengtsson, Steve Guerdat, Mary Hanna, Christilot Hanson-Boylen, Reiner Klimke, Kyra Kyrklund, Andrew Nicholson, Steffen Peters, Hugo Simon, Christine Stückelberger, Mary Elizabeth King, John Whitaker, Hans Günter Winkler, 5: Linda Algotsson, Alessandro Argenton, Kamal Bahamdan, David Bárcena Ríos, Malin Baryard-Johnsson, David Broome, Henrique Callado, Henri Chammartin, Carlos D'Elia, Dominique d'Esmé, Bruce Davidson, Peter Eriksson, Beatriz Ferrer-Salat, Gustav Fischer, William Fox-Pitt, Peder Fredricson, Markus Fuchs, Bruce Goodin, Nils Haagensen, Pierre Jonquères d'Oriola, André Jousseaumé, Ivan Kalita, Ingrid Klimke, José Maria Larocca, Bengt Ljungquist, Ben Maher, Graziano Mancinelli, Victoria Max-Theurer, Álvaro de Miranda Neto, Karen O'Connor, Nelson Pessoa, Bill Roycroft, Henri Saint Cyr, Ian Stark, Bill Steinkraus, Edwina Tops-Alexander, Manuel Torres, Anne van Olst, Yoshiaki Oiwa, McLain Ward, Michael Whitaker |
| Vela                    | 65  | 60  | 5  | 19 | 6  | 9: Hubert Raudaschl, 8: Paul Elvstrøm, Durward Knowles, 7: João Rodrigues, Santiago Lange, Robert Scheidt, 6: Colin Beashel, Anastasios Bountouris, Tatiana Drozdovskaya, Hans Fogh, John Foster, Sr, Áron Gádorfalvi, Torben Grael, Magnus Konow, Fredrik Lööf, Maksim Oberemko, Fernanda Oliveira, Jochen Schümann, Alessandra Sensini, 5: Ben Ainslie, William Berntsen, Duarte Manuel Bello, Jean-Baptiste Bernaz, Andreas Cariolou, Reinaldo Conrad, Anton Dahlberg, Nick Dempsey, Juan de la Fuente, José Doreste, Carlos Espínola, Šime Fantela, Enrique Figueroa, Roland Gäbler, Mike Gebhardt, Nikola Girke, Tore Holm, Allan Julie, Nikolaos Kaklamanakīs, Barbara Kendall, Pavlos Kontidīs, Andreas Kosmatopoulos, Wilhelm Kuhweide, Mateusz Kusznierewicz, Jacques Baptiste Lebrun, Gustavo Lima, Ross MacDonald, Juan Ignacio Maegli, Michael Maier, Stuart McNay, Konstantin Melgunov, David Mier, Mark Neeleman, Aimilios Papathanasiou, Tony Philp, Timir Pinegin, Xavier Rohart, Jorge Alberto Salas Chávez, Ricardo Santos, Fyodor Shutkov, Roberto Sieburger, Hans Spitzauer, Agostino Straulino, Peter Tallberg, David Wilkins, Vasilij Žbogar |
| Scherma                 | 50  | 35  | 15 | 10 | 3  | 7: Ivan Osiier, Kerstin Palm, Aida Mohamed, 6: Norman Cohn-Armitage, Aladár Gerevich, Janice-Lee York-Romary, Jerzy Pawłowski, Bill Hoskyns, Angelo Mazzoni, Edgar Seligman, 5: Albert Axelrod, Andrea Cassarà, Philippe Cattiau, Arie de Jong, Laura Flessel-Colovic, Antonio García, Martin Holt, Ecaterina Iencic-Stahl, Géza Imre, Allan Jay, Peter Joppich, Jenő Kamuti, Olga Kharlan, Pavel Kolobkov, Iván Kovács, Pál Kovács, Jacques Lefèvre, Erwann Le Péchoux, Bengt Ljungquist, Tatiana Logunova, Peter Macken, Edoardo Mangiarotti, Gerek Meinhardt, Aldo Montano, Robert Montgomerie, Ellen Müller-Preis, Olga Orban-Szabo, Ana Maria Popescu, Stanislav Pozdnyakov, Ildikó Rejtő-Ujlaki-Sági, Áron Szilágyi, Léon Tom, Luigi Tarantino, Giovanna Trillini, Valentina Vezzali, Joachim Wendt, Peter Westbrook, Ye Chong, Mariel Zagunis, Margherita Zalaffi |
| Sci di fondo            | 48  | 29  | 19 | 12 | 2  | 8: Jaqueline Mouräo, 7: Sergei Dolidovich, 6: Marja-Liisa Kirvesniemi-Hämäläinen, Harri Kirvesniemi, Jochen Behle, Andrus Veerpalu, Mike Dixon, Kateřina Neumannová, Sergei Tchepikov, Ole Einar Bjørndalen, Hannu Manninen, Lee Chae-won, 5: Martin Bajčičák, Ivan Bátory, Lukáš Bauer, Stefania Belmondo, Marit Bjørgen, Oddvar Brå, Maurilio De Zolt, Giorgio Di Centa, Manuela Di Centa, Aleksander Grajf, Juan Jesús Gutiérrez, Markus Hasler, Masako Ishida, Arturo Kinch, Jaak Mae, Jiří Magál, Oļegs Maļuhins, Torgny Mogren, Kateřina Nash, Gabriella Paruzzi, Gianfranco Polvara, Alena Procházková, Alexey Prokurorov, Kikkan Randall, Riitta-Liisa Roponen, Raisa Smetanina, Kristina Šmigun-Vähi, Valentyna Ševčenko, Alois Stadlober, Indrek Tobreluts, Athanassios Tsakiris, Sabina Valbusa, Fulvio Valbusa, Giorgio Vanzetta, Yelena Volodina-Antonova, Eva Vrabcová-Nývltová |
| Canottaggio             | 41  | 29  | 12 | 10 | 3  | 8: Lesley Thompson, 7: Ekaterina Khodatovich-Karsten, Olaf Tufte, 6: Václav Chalupa, Iztok Čop, Tõnu Endrekson, Jüri Jaanson, Elisabeta Oleniuc Lipă, Jiří Pták, James Tomkins, 5: Jack Beresford, Kathrin Boron, Mikołaj Burda, Eskild Ebbesen, Anthony Edwards, Rumyana Dzhadzharova-Neykova, Rossano Galtarossa, Elena Georgescu-Nedelcu, Katherine Grainger, Marcel Hacker, Frances Houghton, Doina Ignat, Pertti Karppinen, Marek Kolbowicz, Adam Korol, Raffaello Leonardo, Yuriy Lorentsson, Aleksandr Luk'janov, Oleh Lykov, Mike McKay, Constanţa Pipotă-Burcică, Allar Raja, Steve Redgrave, Nico Rienks, Alessio Sartori, Diederik Simon, Luka Špik, Viorica Susanu, Daisaku Takeda, Emma Twigg, Simone Venier |
| Canoa/kayak             | 38  | 25  | 13 | 7  | 1  | 8: Josefa Idem, 6: Philippe Boccara, Birgit Fischer, Štěpánka Hilgertová, Teresa Portela, Ronald Rauhe, Erik Vlček, 5: Agneta Andersson, Beniamino Bonomi, Grayson Bourne, Caroline Brunet, Maialen Chourraut, Saúl Craviotto, Natasa Dusev-Janics, Ian Ferguson, David Ford, Cristina Giai Pron, Dennis Green, Luuka Jones, Zoltán Kammerer, Peter Kauzer, Aneta Konieczna, Martin Marinov, Michal Martikán, Helmut Oblinger, Anna Olsson, Markus Oscarsson, Inna Osypenko-Radomska, Ivan Patzaichin, Teresa Portela, Adrian Powell, Clint Robinson, Antonio Rossi, Emanuel Silva, Michał Śliwiński, Takuya Haneda, Andrew Train, Stephen Train |
| Tennistavolo            | 38  | 23  | 15 | 13 | 6  | 7: Timo Boll, Olufunke Oshonaike, Jörgen Persson, Zoran Primorac, Jean-Michel Saive, Segun Toriola, 6: Chuang Chih-yuan, Panagiotis Gionis, Hugo Hoyama, Jian Fang Lay, Liu Jia, Ni Xialian, Vladimir Samsonov, 5: Tiago Apolónia, Csilla Bátorfi, Patrick Chila, Adrian Crișan, Offiong Edem, Marcos Freitas, Andrej Gaćina, Bose Kaffo, Sharath Kamal, Aleksandar Karakašević, Nanthana Komwong, Petr Korbel, Kalinikos Kreanga, Ilija Lupulesku, Dimitrij Ovtcharov, Viktoria Pavlovich, Georgina Póta, Fabiola Ramos, Jörg Roßkopf, Elizabeta Samara, Elke Schall, Werner Schlager, Krisztina Tóth, Jan-Ove Waldner, Mo Zhang |
| Nuoto                   | 32  | 14  | 18 | 5  | 0  | 6: Therese Alshammar, Derya Büyükuncu, Lars Frölander, Kristel Köbrich, Oussama Mellouli, 5: Alia Atkinson, Cecilia Biagioli, George Bovell, Kirsty Coventry, László Cseh, Mark Foster, Spyros Gianniotis, João Gonçalves Filho, Katinka Hosszú, Mette Jacobsen, Zsuzsanna Jakabos, Paweł Korzeniowski, Peter Mankoč, Martina Moravcová, Jeanette Ottesen, María Peláez, Federica Pellegrini, Michael Phelps, Carl Probert, Paul Radmilovic, Rogério Romero, Hanna-Maria Seppälä, Alison Sheppard, Sarah Sjöström, Dara Torres, Evelyn Verrasztó, Nina Živanevskaja |
| Bob                     | 26  | 24  | 2  | 4  | 0  | 6: Carl-Erik Eriksson, John Foster, Sr, Terry McHugh, Gerda Weissensteiner, 5: Gilbert Bessi, Edson Bindilatti, Jorge Bonnet, Lascelles Brown, Willie Davenport, Susi Erdmann, Sébastien Gattuso, Glenroy Gilbert, Alberto II di Monaco, András Haklits, Max Houben, Jan Kobián, Dawid Kupczyk, Kevin Kuske, Pierre Lueders, Bruno Mingeon, Bogdan Musiol, Martin Schützenauer, Brian Shimer, Hiroshi Suzuki, Alexandr Zubkov |
| Slittino                | 25  | 19  | 6  | 8  | 1  | 7: Albert Demchenko, 6: Georg Hackl, Wilfried Huber, Anna Orlova, Markus Prock, Gerda Weissensteiner, Armin Zöggeler, Shiva Keshavan, 5: Anne Abernathy, Sergey Danilin, Susi Erdmann, Mark Grimmette, Oswald Haselrieder, Paul Hildgartner, Natalija Jakušenko, Mária Jasenčáková, Jozef Ninis, Gerhard Plankensteiner, Hansjörg Raffl, Mārtiņš Rubenis, Markus Schiegl, Tobias Schiegl, Andris Šics, Juris Šics, Alexandr Zubkov |
| Biathlon                | 24  | 17  | 7  | 7  | 1  | 8: Jaqueline Mouräo, 6: Alfred Eder, Mike Dixon, Ilmārs Bricis, Sergei Tchepikov, Éva Tófalvi, Ole Einar Bjørndalen, 5: Andriy Deryzemlya, Uschi Disl, Aleksander Grajf, Ludwig Gredler, Ricco Groß, Halvard Hanevold, Martina Jašicová-Halinárová, Roland Lessing, Oļegs Maļuhins, Janez Ožbolt, Wilfried Pallhuber, Diana Rasimovičiūtė, Nathalie Santer-Bjørndalen, Valentyna Semerenko, Tomasz Sikora, Indrek Tobreluts, Athanassios Tsakiris |
| Ciclismo su pista       | 22  | 13  | 9  | 5  | 2  | 7: Seiko Hashimoto, Jeannie Longo, 6: Juan Esteban Curuchet, Stuart O'Grady, Evgeniya Radanova, 5: Judith Arndt, Azizulhasni Awang, Jan Bos, Greg Henderson, Wong Kam-po, Shane Kelly, Roger Kluge, Simona Krupeckaitė, Daniela Larreal, Christa Luding-Rothenburger, Alexei Markov, Walter Pérez, Bruno Risi, Franz Stocher, Marianne Vos, Bradley Wiggins, Chris Witty |
| Pattinaggio di velocità | 22  | 9   | 13 | 6  | 2  | 8: Claudia Pechstein, 7: Seiko Hashimoto, 6: Colin Coates, Clara Hughes, Emese Hunyady, Lee Kyou-hyuk, 5: Katarzyna Bachleda-Curuś, Bob de Jong, Andriy Deryzemlya, Edel Therese Høiseth, Sven Kramer, Christa Luding-Rothenburger, Tomomi Okazaki, Monika Pflug, Rintje Ritsma, Martina Sáblíková, Örjan Sandler, Roberto Sighel, Maki Tabata, Bart Veldkamp, Chris Witty, Ireen Wüst |
| Pallanuoto              | 21  | 21  | 0  | 1  | 0  | 6: Manuel Estiarte, 5: Georgios Afroudakis, Anthony Lawrence Azevedo, Tibor Benedek, Gianni De Magistris, Pietro Figlioli, Xavier García, Salvador Emilio Gómez Agüera, João Gonçalves Filho, Dezső Gyarmati, Igor Hinić, Maro Joković, Tamás Kásás, Giōrgos Maurōtas, Felipe Perrone, Paul Radmilovic, Jesús Rollán, Jordi Sans Juan, Jesse Aaron Smith, Stefano Tempesti, Dénes Varga, |
| Sci alpino              | 19  | 15  | 4  | 3  | 0  | 6: Marco Büchel, Hubertus von Hohenlohe, Sarah Schleper, 5: Kjetil André Aamodt, Paul Accola, Graham Bell, Martina Ertl-Renz, Kristian Ghedina, Hur Seung-Wook, Patrik Järbyn, Arturo Kinch, Lasse Kjus, Fredrik Nyberg, Tanja Poutiainen, María José Rienda, Kjetil Jansrud, Aleksandr Chorošilov, Bode Miller, Casey Puckett |
| Hockey su ghiaccio      | 18  | 13  | 5  | 3  | 0  | 6: Raimo Helminen, Teemu Selänne, Hayley Wickenheiser, 5: Daniel Alfredsson, Andres Ambühl, Nicole Bullo, Pavel Datsyuk, Jayna Hefford, Dieter Hegen, Jaromír Jágr, Udo Kiessling, Ilya Kovalchuk, Jere Lehtinen, Denis Perez, Karoliina Rantamäki, Emma Terho, Petter Thoresen, Kimmo Timonen |
| Pallacanestro           | 14  | 9   | 5  | 2  | 0  | 6: Rudy Fernández, Diana Taurasi, 5: Sue Bird, Teófilo Cruz, Teresa Edwards, Pau Gasol, Andrew Gaze, Joe Ingles, Lauren Jackson, Patty Mills, Juan Carlos Navarro, Adriana Moisés Pinto, Oscar Schmidt, Luis Scola |
| Tennis                  | 14  | 9   | 5  | 2  | 1  | 7: Leander Paes, 6: Daniel Nestor, 5: Mahesh Bhupathi, Novak Djokovic, Sara Errani, Mark Knowles, Lu Yen-hsun, Max Mirnyi, Andy Murray, Kei Nishikori, Arantxa Sánchez Vicario, Samantha Stosur, Elena Vesnina, Venus Williams |
| Tiro con l'arco         | 14  | 9   | 5  | 5  | 0  | 6: Ilario Di Buò, Evangelia Psarra, Takaharu Furukawa, Natalia Valeeva, Alison Williamson, 5: Brady Ellison, Simon Fairweather, Giancarlo Ferrari, Naomi Folkard, Butch Johnson, Khatuna Lorig, Mauro Nespoli, Tomi Poikolainen, Hiroshi Yamamoto |
| Ciclismo su strada      | 13  | 7   | 6  | 3  | 1  | 7: Jeannie Longo, 6: Stuart O'Grady, Clara Hughes, 5: Judith Arndt, Roberta Bonanomi, Murilo Fischer, Greg Henderson, George Hincapie, Alejandro Valverde, Marianne Vos, Bradley Wiggins, Wong Kam-po, Trixi Worrack |
| Pallavolo               | 13  | 6   | 7  | 2  | 0  | 6: Evgenija Artamonova, Sergey Tetyukhin, 5: Fofão, Andrea Giani, Kerri Walsh Jennings, Maurício Lima, Eleonora Lo Bianco, Reinder Nummerdor, Maja Ognjenović, Bruno de Rezende, Richard Schuil, Danielle Scott-Arruda, Ljubov' Sokolova |
| Pallamano               | 11  | 5   | 6  | 0  | 0  | 6: Nikola Karabatić, 5: Natália Bernardo, Azenaide Carlos, Michaël Guigou, Mikkel Hansen, Andrej Lavrov, Katrine Lunde, Oh Seong-Ok, Oh Yong-ran, Alexandra do Nascimento, Yoon Kyung-shin |
| Freestyle               | 10  | 6   | 4  | 1  | 0  | 6: Alla Tsuper, 5: Oleksandr Abramenko, Dmitri Dashinski, Aleksei Grishin, Janne Lahtela, Lydia Lassila, Casey Puckett, Dmitriy Reiherd, Tae Satoya, Aiko Uemura |
| Lotta                   | 10  | 9   | 1  | 1  | 0  | 6: Mijain Lopez, 5: Cris Brown, Wilfried Dietrich, Khorloogiin Bayanmönkh, Rıza Kayaalp, Czesław Kwieciński, George MacKenzie, Mario Tovar González, Mariya Stadnik, Ryszard Wolny |
| Tuffi                   | 10  | 5   | 5  | 1  | 0  | 6: Ken Terauchi, 5: Franco Cagnotto, Tania Cagnotto, Tom Daley, Anna Lindberg, Leong Mun Yee, Dmitry Sautin, Niki Stajković, Juliana Veloso, Melissa Wu |
| Judo                    | 9   | 3   | 6  | 0  | 0  | 5: Mayra Aguiar, Jorge Bonnet, Driulis González, Telma Monteiro, Idalys Ortiz, Mária Pekli, Teddy Riner, Ryoko Tamura-Tani, Robert Van de Walle |
| Combinata nordica       | 8   | 8   | 0  | 3  | 0  | 6: Todd Lodwick, Mario Stecher, Hannu Manninen, 5: Christoph Bieler, Bill Demong, Felix Gottwald, Alessandro Pittin, Akito Watabe |
| Mountain bike           | 8   | 3   | 5  | 2  | 1  | 8: Jaqueline Mouräo, 6: Kateřina Neumannová, 5: Gunn-Rita Dahle Flesjå, Manuel Fumic, José Antonio Hermida, Kateřina Nash, Nino Schurter, Sabine Spitz |
| Snowboarding            | 8   | 4   | 4  | 3  | 0  | 6: Roland Fischnaller, Jasey-Jay Anderson, Tomoka Takeuchi, 5: Queralt Castellet, Kelly Clark, Andreas Prommegger, Shaun White, Lindsey Jacobellis |
| Salto con gli sci       | 8   | 8   | 0  | 6  | 3  | 8: Noriaki Kasai, 7: Janne Ahonen, Simon Ammann, 6: Kim Hyun-ki, Choi Heung-chul, Choi Seou, 5: Masahiko Harada, Kamil Stoch |
| Beach volley            | 7   | 4   | 3  | 1  | 0  | 6: Pablo Herrera Allepuz, 5: Natalie Cook, Laura Ludwig, Reinder Nummerdor, Emanuel Rego, Richard Schuil, Kerri Walsh Jennings |
| Ginnastica artistica    | 7   | 4   | 3  | 2  | 1  | 8: Oksana Chusovitina, 6: Jordan Jovčev, 5: Marian Drăgulescu, Daniele Hypólito, Ekaterina Khilko, Heikki Savolainen, Josy Stoffel |
| Sollevamento pesi       | 7   | 4   | 3  | 0  | 0  | 5: Alexandra Escobar, Imre Földi, Eko Yuli Irawan, Hiromi Miyake, Ingo Steinhöfel, Dika Toua, Ronny Weller |
| Badminton               | 4   | 4   | 0  | 0  | 0  | 5: Pablo Abián, Kevin Cordón, Robert Mateusiak, Boonsak Ponsana |
| Short track             | 4   | 2   | 2  | 1  | 0  | 6: Evgeniya Radanova, 5: Yuri Confortola, Arianna Fontana, Charles Hamelin |
| Pattinaggio di figura   | 4   | 2   | 2  | 0  | 0  | 5: Margarita Drobiazko, Povilas Vanagas, Aljona Savchenko, Zhang Hao |
| Hockey su prato         | 4   | 3   | 1  | 0  | 0  | 5: David Alegre, Pol Amat, Natascha Keller, Teun de Nooijer |
| Nuoto di fondo          | 4   | 2   | 2  | 2  | 0  | 6: Kristel Köbrich, Oussama Mellouli, 5: Cecilia Biagioli, Spyros Gianniotis |
| Pentathlon moderno      | 3   | 2   | 1  | 0  | 0  | 5: Laura Asadauskaitė, David Bárcena Ríos, Peter Macken |
| Skeleton                | 3   | 2   | 1  | 0  | 0  | 5: Martins Dukurs, Tomass Dukurs, Katie Uhlaender |
| Arte                    | 3   | 3   | 0  | 1  | 0  | 6: Edgar Seligman, 5: Paul Martin, Robert Tait McKenzie |
| Calcio                  | 2   | 0   | 2  | 1  | 1  | 7: Formiga, 6: Marta |
| Curling                 | 2   | 2   | 0  | 0  | 0  | 5: Torger Nergård, John Shuster |
| Triathlon               | 2   | 0   | 2  | 0  | 0  | 5: Flora Duffy, Nicola Spirig |
| Taekwondo               | 1   | 1   | 0  | 0  | 0  | 5: Steven López |
| Nuoto sincronizzato     | 1   | 0   | 1  | 0  | 0  | 5: Soňa Bernardová |
| Softball                | 1   | 0   | 1  | 1  | 0  | 6: Hayley Wickenheiser |
| Pattuglia militare      | 1   | 1   | 0  | 0  | 0  | 5: Vilho Ylönen |

## Atleti con 5 o 6 apparizioni olimpiche incerte
Questi 25 atleti sono elencati qui divisi per disciplina. Le colonne con 'N+' contengono il numero di atleti che hanno partecipato in almeno 'N' Olimpiadi. Le colonne con 5+, 6+,... indicano il numero di partecipazioni per disciplina. I numeri di maschi e femmine sono divisi nelle colonne "M" e "F". Questi atleti hanno almeno un DNS nei siti ufficiali delle Olimpiadi e di Olympedia oppure una partecipazione in uno sport non olimpico.
Atleti che hanno partecipato a più sport vengono contati in entrambi gli sport.
| Disciplina       | 5+ | M | F | 6+ | Atleti |
| ---------------- | -- | - | - | -- | --- |
| Atletica leggera | 12 | 7 | 5 | 2  | 6: Kim Collins, João Vieira, 5: Yamilé Aldama, Géo André, Juliet Cuthbert, Svetla Dimitrova, Cydonie Mothersill, Théophile Nkounkou, Raoul Paoli, Voula Patoulidou, Don Quarrie, Gaston Roelants |
| Equitazione      | 3  | 2 | 1 | 1  | 7: Rolf-Göran Bengtsson, 6: Victoria Max-Theurer, 5: Stefano Brecciaroli |
| Short track      | 3  | 0 | 3 | 0  | 5: Sylvie Daigle, Amy Peterson, Nobuko Yamada |
| Calcio           | 2  | 0 | 2 | 0  | 5: Hedvig Lindahl, Tânia Maranhão |
| Curling          | 2  | 1 | 1 | 1  | 6: Torger Nergård, 5: Dordi Nordby |
| Slittino         | 1  | 0 | 1 | 1  | 6: Anne Abernathy |
| Scherma          | 1  | 0 | 1 | 0  | 5: Ana Derșidan-Ene-Pascu |
| Canottaggio      | 1  | 1 | 0 | 0  | 5: Raoul Paoli |
| Vela             | 1  | 0 | 1 | 0  | 5: Jessica Crisp |
| Lotta            | 1  | 1 | 0 | 0  | 5: Raoul Paoli |

## Giochi olimpici intermedi
I Giochi olimpici intermedi del 1906 non sono considerati Giochi olimpici "ufficiali", ma sono state date le medaglie.
Il seguente atlete ha partecipato a 8 Olimpiadi se i Giochi olimpici intermedi del 1906 sono inclusi.
| Atleta         | Nazione     | Anno      | Edizioni             | Arco tempo (età 1ª/ultima) | Sport                  | Oro | Argento | Bronzo | Totale |
| -------------- | ----------- | --------- | -------------------- | -------------------------- | ---------------------- | --- | ------- | ------ | ------ |
| Edgar Seligman | Regno Unito | 1867-1958 | 1906/1912, 1920/1932 | 26 anni (39/65)            | Scherma (6) e arte (2) | 0   | 2       | 0      | 2      |

I seguenti atleti hanno partecipato a 6 Olimpiadi se i Giochi olimpici intermedi del 1906 sono inclusi.
| Atleta                 | Nazione     | Anno      | Edizioni               | Arco tempo (età 1ª/ultima) | Sport                      | Oro | Argento | Bronzo | Totale |
| ---------------------- | ----------- | --------- | ---------------------- | -------------------------- | -------------------------- | --- | ------- | ------ | ------ |
| Alexandros Theofilakīs | Grecia      | 1877-?    | 1896, 1906/12, 1920/24 | 28 anni (19/47)            | Tiro a segno               | 0   | 1       | 0      | 1      |
| Iōannīs Theofilakīs    | Grecia      | 1879-1968 | 1896, 1906/12, 1920/24 | 28 anni (17/45)            | Tiro a segno               | 0   | 1       | 0      | 1      |
| Arie de Jong           | Paesi Bassi | 1882-1966 | 1906/12, 1920/28       | 22 anni (23/45)            | Scherma                    | 0   | 0       | 5      | 5      |
| Paul Radmilovic        | Regno Unito | 1886-1968 | 1906/12, 1920/28       | 22 anni (20/42)            | Pallanuoto (5) e nuoto (3) | 4   | 0       | 0      | 4      |

I seguenti atleti hanno partecipato a 5 Olimpiadi se i Giochi olimpici intermedi del 1906 sono inclusi.
| Sportivo                      | Nazione                           | Anno      | Edizioni              | Arco tempo (età 1ª/ultima) | Sport                                | Oro | Argento | Bronzo | Totale |
| ----------------------------- | --------------------------------- | --------- | --------------------- | -------------------------- | ------------------------------------ | --- | ------- | ------ | ------ |
| Ladislav Žemla                | Boemia (3) and Cecoslovacchia (2) | 1887-1955 | 1906/1912, 1920/1924  | 18 anni (19/37)            | Tennis                               | 0   | 0       | 1      | 1      |
| Willem Hubert van Blijenburgh | Paesi Bassi                       | 1881-1936 | 1906/1912, 1920/1924  | 18 anni (25/43)            | Scherma                              | 0   | 0       | 3      | 3      |
| Jetze Doorman                 | Paesi Bassi                       | 1881-1931 | 1906/1912, 1920/1924  | 18 anni (25/43)            | Scherma (5) e pentathlon moderno (1) | 0   | 0       | 4      | 4      |
| Fernand de Montigny           | Belgio                            | 1885-1974 | 1906/1912, 1920/1924  | 18 anni (21/39)            | Scherma (5) e hockey su prato (1)    | 0   | 2       | 2      | 4      |
| Alfréd Hajós                  | Ungheria                          | 1878/1955 | 1896, 1906, 1924-1932 | 36 anni (18/54)            | Nuoto (2) e arte (3)                 | 2   | 1       | 0      | 3      |
| Max Decugis                   | Francia                           | 1882/1978 | 1900, 1906-1912, 1920 | 20 anni (18/40)            | Tennis (5)                           | 4   | 1       | 1      | 6      |
| Paul Vasseur                  | Francia                           | 1884/1971 | 1900, 1906-1912, 1920 | 20 anni (16/36)            | Nuoto (3) e pallanuoto (3)           | 0   | 0       | 1      | 1      |
| Paul Anspach                  | Belgio                            | 1882/1981 | 1906-1912, 1920-1924  | 18 anni (24/42)            | Scherma (5)                          | 2   | 2       | 1      | 5      |
| Federico Cesarano             | Italia                            | 1886/1969 | 1906-1912, 1920-1924  | 18 anni (20/38)            | Scherma (4) e tiro a segno (1)       | 0   | 0       | 1      | 1      |